# Gabriel Santana
Gabriel Cordeiro Santana (Rio de Janeiro, 27 de setembro de 1999) é um ator brasileiro. Ficou conhecido por interpretar Mosca, um dos protagonistas do remake de Chiquititas em 2013, Cléber em Malhação: Toda Forma de Amar em 2019, e Renato no remake de Pantanal em 2022, sendo um dos destaques da trama. Em 2023, participou da vigésima terceira edição do Big Brother Brasil.

## Carreira
Tornou-se conhecido por ser um dos protagonistas do remake da telenovela infantil Chiquititas, interpretando o órfão Mosca. Em 2018, protagonizou a série Z4, uma parceria do SBT com Disney Channel, interpretando o dançarino Paulo. Em 2019, assinou com a TV Globo e integrou o elenco de Malhação: Toda Forma de Amar, interpretando Cléber, um dos personagens centrais e par romântico de Anjinha (Caroline Dellarosa). Após sua participação no talent show culinário Bake Off Celebridades do SBT, retorna a Globo como parte do elenco da segunda versão de Pantanal, como o controverso Renato, um dos filhos de Zuleika (Aline Borges) e Tenório (Murilo Benício).
Em 2023, é anunciado como um dos participantes do reality show Big Brother Brasil em sua vigésima terceira temporada, integrando o grupo "Camarote". No mesmo ano, se assumiu bissexual, birromântico e demissexual. Foi o 11° eliminado do BBB 23, com 56,45% dos votos para eliminá-lo da competição, em uma disputa com a cantora Aline Wirley e a atriz Bruna Griphao.
Assumiu em 12 de junho de 2024, Dia dos Namorados, estar em um relacionamento com o escritor Erick Mafra.

## Filmografia

### Televisão
| Ano  | Título                       | Função                      | Notas        | Ref.   |
| ---- | ---------------------------- | --------------------------- | ------------ | ------ |
| 2013 | Chiquititas                  | Felipe Tavares (Mosca)      |              | [ 21 ] |
| 2016 | Dance se Puder               | Participante (4º lugar)     | Temporada 1  | [ 22 ] |
| 2017 | Carcereiros                  | Leonardo Viera (Léo)        |              | [ 23 ] |
| 2018 | Z4                           | Paulo Almeida dos Santos    |              | [ 24 ] |
| 2019 | Malhação: Toda Forma de Amar | Cléber Braga                |              | [ 25 ] |
| 2021 | Bake Off Celebridades        | Participante (8º lugar)     | Temporada 1  | [ 26 ] |
| 2022 | Pantanal                     | Renato Gonçalves dos Santos |              | [ 27 ] |
| 2023 | Big Brother Brasil           | Participante (11º lugar)    | Temporada 23 | [ 28 ] |
| 2025 | Jogo Cruzado                 | Kauê                        |              |        |

### Cinema
| Ano  | Título         | Personagem | Notas |
| ---- | -------------- | ---------- | ----- |
| 2017 | Eu Fico Loko   | Luka       |       |
| 2019 | Ana            | João Paulo |       |
| 2023 | Made In Favela | Hungria    |       |

### Dublagem
| Ano  | Título                            | Personagem |
| ---- | --------------------------------- | ---------- |
| 2023 | Ruby Marinho: Monstro Adolescente | Connor     |

## Teatro
| Ano  | Titulo   | Personagem |
| ---- | -------- | ---------- |
| 2019 | Querubim | Luis       |

## Prêmios e indicações
| Ano  | Prêmio                                 | Categoria                      | Nomeação                     | Resultado |
| ---- | -------------------------------------- | ------------------------------ | ---------------------------- | --------- |
| 2014 | Troféu Internet                        | Melhor Ator                    | Chiquititas                  | Indicado  |
| 2014 | Prêmio Contigo! de TV                  | Melhor Ator Infantil           | Chiquititas                  | Indicado  |
| 2015 | Troféu Internet                        | Melhor Ator                    | Chiquititas                  | Indicado  |
| 2016 | Prêmio Contigo! de TV                  | Melhor Ator Infantil           | Chiquititas                  | Indicado  |
| 2016 | Prêmio Jovens em Destaque de São Paulo | Jovens em Destaque             | Ele mesmo                    | Venceu    |
| 2018 | Prêmio Jovem Brasileiro                | Melhor Ator                    | Z4                           | Indicado  |
| 2019 | Meus Prêmios Nick                      | Revelação do Ano               | Malhação: Toda Forma de Amar | Indicado  |
| 2023 | Prêmio Jovem Brasileiro                | Melhor Participante de Reality | Big Brother Brasil 23        | Indicado  |
| 2023 | Prêmio Jovem Brasileiro                | Meu Crush                      | Gabriel Santana              | Indicado  |
| 2023 | Prêmio Jovem Brasileiro                | Jovem mais Estiloso            | Gabriel Santana              | Indicado  |
| 2023 | Prêmio Jovem Brasileiro                | Eu Shippo                      | Gabriel e Bruna Griphao      | Indicado  |